# Kristina Kaiserová
Kristina Kaiserová, rozená Bouchnerová (* 21. července 1956 Varnsdorf) je česká archivářka, historička a vysokoškolská pedagožka.
Po maturitě na gymnáziu v roce 1975 studovala obor historie a čeština na Filosofické fakultě Univerzity Karlovy v Praze. Během studií ji významně ovlivnili prof. Miroslav Hroch a Otto Urban, také zde potkala Vladimíra Kaisera, historika, za něhož se v roce 1978 provdala a s nímž má syna Vojtěcha. Vladimír Kaiser se později stal ředitelem Archivu města Ústí nad Labem.

## Vědecká činnost
Svou pracovní a vědeckou kariéru započala v Okresním archivu v Děčíně, kde působila v letech 1980–1987 jako odborná archivářka.
Od roku 1990 je odbornou asistentkou na katedře historie Pedagogické fakulty Univerzity Jana Evangelisty Purkyně v Ústí nad Labem a zároveň vědeckou tajemnicí Ústavu slovansko-germánských studií. V roce 2006 se stala ředitelkou tohoto ústavu, který od roku 2008 spadá pod Filozofickou fakultu UJEP v Ústí nad Labem.
V roce 2005 byla na Fakultě sociálních věd UK v Praze jmenována docentkou pro moderní dějiny.
Odborně publikuje a ve své práci se zabývá především dějinami 19. a první poloviny 20. století, církevními dějinami a dějinami severozápadních Čech, dále se soustředí na česko-saské vztahy a historii Němců v českých zemích. Je členkou německo-české historické komise a předsedkyní správní rady Collegium Bohemicum, předsedá Společnosti pro dějiny Němců v Čechách při Městském muzeu v Ústí nad Labem.

### Vědecké monografie
- KAISEROVÁ, Kristina. Karel Klostermann. Alexander Marian: Plzeň – Ústí nad Labem na přelomu 19. a 20. století. Acta Universitatis Purkynianae. Slavogermanica VII. Ústí nad Labem, 1997. 110 s. ISBN 80-86067-12-2.
- KAISEROVÁ, Kristina. Konfesní myšlení českých Němců v 19. a počátkem 20. století. Úvaly u Prahy: Nakladatelství Ve Stráni, 2003, 200 s. + 20 s. příloh. ISBN 80-903319-0-4.

Vedle vlastních monografií také přispěla do řady dalších publikací a sborníků a je autorkou desítek odborných i populárních článků. Spolu se svým manželem a Berndem Meyer-Rähnitzem také v roce 1991 založila nakladatelství Albis International.

### Lieratura
- Ústečané nejen v datech. (1) 1. vyd. Ústí nad Labem: Ústecká kulturní platforma '98, 2007, s. 55. ISBN 978-80-254-1101-8.
- HOFFMANNOVÁ, Jaroslava a PRAŽÁKOVÁ, Jana. Biografický slovník archivářů českých zemí. Praha: Libri, 2000, s. 295. ISBN 80-7277-023-3.
- Lexikon současných českých historiků. Praha: Historický ústav Akademie věd ČR, 1999, s. 128. ISBN 80-85268-84-1.
- Lexikon českých historiků 2010. Ostrava: Filozofická fakulta Ostravské univerzity v Ostravě, 2012, s. 225–226. ISBN 978-80-7464-036-0.
- Peterková, Marie: Zajímaví lidé mezi námi Ústečany. In: Nové ústecké přehledy, leden 2004, s. 70–71.